# 1100. obljetnica Hrvatskoga Kraljevstva
1100. obljetnica Hrvatskoga Kraljevstva jubilej je kojim se tijekom 2025. godine u Hrvatskoj, Bosni i Hercegovini te hrvatskomu iseljeništvu komemoracijama te kulturnim, umjetničkim i znanstvenim događajima obilježavaju krunidba kralja Tomislava, Hrvatsko Kraljevstvo i početak Splitskih crkvenih sabora.
Dana 14. ožujka 2024. godine Hrvatski sabor jednoglasno je usvojio inicijativu Družbe »Braća Hrvatskoga Zmaja« i Matice hrvatske te donio Odluku o proglašenju 2025. godine »Godinom obilježavanja 1100. obljetnice Hrvatskoga Kraljevstva«. Podršku su dali i Ministarstvo znanosti i obrazovanja RH te Ministarstvo kulture i medija RH, kao i Vlada Republike Hrvatske.
Obljetnica predstavlja potvrdu tisućljetnoga kontinuiteta hrvatske državnosti, priznanje važnosti srednjovjekovnoga Hrvatskog Kraljevstva, priliku za promociju hrvatske kulturne baštine te poticaj za nova povijesna istraživanja i znanstvene skupove.

## Povijesni kontekst
O Tomislavovoj krunidbi ne postoje povijesni izvori, no smatra se da je za njega  Hrvatska iz kneževine prerasla u kraljevstvo. U spisima vezanima uz Splitske crkvene sabore Tomislava se po prvi put naziva kraljem pa se za prijelomni trenutak hrvatske povijesti uzima godina njihova održavanja, 925.
Ni o Tomislavovoj vladavini nema puno čvrstih izvora. Negdje u njegovo vrijeme zaustavljeni su prodori Mađara prema Jadranu, a uzima se i da je pod Tomislavom  hrvatska država proširena od Primorske prema Posavskoj Hrvatskoj. Pripisuje mu se pobjeda nad bugarskim carem Simeonom. Velika i moćna hrvatska vojska i mornarica te država koje se proteže od Jadranskoga mora do Drave te od rijeke Raše u Istri do Drine iz Porfirogenetova De administrando imperio interpretiraju se kao Tomislavove zasluge.

### Tisućita obljetnica
Godine 1925. diljem Kraljevine SHS i drugim zemljama gdje Hrvati obitavaju održano je stotine događaja i proslava te su postavljene brojne spomen-ploče povodom tisućite obljetnice Hrvatskoga Kraljevstva.

## Planovi
- Rekonstrukcija starohrvatske krune.[6]
- Otvaranje komore u temeljima Sokolske mogile u Maksimiru[6] za koju se pretpostavlja da se u njoj nalaze posmrtni ostatci starohrvatskoga vladara.[11]
- Podizanje spomenika Dolazak Hrvata na Jadran.[6]
- Preimenovanje autoceste Zagreb – Dubrovnik u »Autocesta Kralj Tomislav«.[6]
- Izrada serije zlatnikā i srebrnjakā.[6]
- Izrada prigodne optjecajne kovanice od 2 € s natpisom in prouintia Croatorum et Dalmatiarum finibus Tamisclao rege, što je potvrda Tomislavova imena i kraljevske titule iz prijepisa pisma pape Ivana X. iz 925. godine.[6]
- Simpozij »Hrvatska državnost od Duvanjskog sabora do danas« u Beču s Hrvatskom akademskom zajednicom u Austriji kao organizatorom i pokroviteljstvom najviših institucija Republike Hrvatske, Grada Beča i Republike Austrije.[6]
- Izgradnja replike Tomislavova poprsja iz 1933. godine u Starome gradu Ozlju.[6]
- Izdanje progodne ili redovite poštanske marke prigodne za obljetnicu.[6]
- Izrada prigodnih plaketa.[6]
- Katalogizacija, kartiranje i predstavljanje svih spomen-obilježja postavljenih povodom tisućite obljetnice Hrvatskoga Kraljevstva.[6]
- Pisanje Leksikona Hrvatskoga Kraljevstva i Kralja Tomislava te prilagodba za digitalnu uporabu istoga.[6]
- Sadnja 1100 stabala lipe na području Grada Petrinje ili Sisačko-moslavačke županije budući da se Petrinja često naziva i »Grad Lipā«. U Petrinji se još uvijek nalaze četiri »lipe ilirke« koje su sađene 1809. – 1813. za vrijeme Ilirskih pokrajina i Napoleonove vlasti nad Petrinjom i Banovinom.[6]
- Studija o pojmu državnosti 925. godine i danas.[6]
- Suradnja Družbe »Braća Hrvatskoga Zmaja« i Općine Tomislavgrad.[6]
- Skladanje pučke spomen-mise za liturgijsko pjevanje u suradnji s Hrvatskom biskupskom konferencijom, Biskupskom konferencijom Bosne i Hercegovine te papinskim nuncijaturama u Hrvatskoj i BiH.[6]
- Svečane svete mise i hodočašće Družbe »Braća Hrvatskoga Zmaja« u Tomislavgrad, Buško jezero, Kreševo, Kraljevu Sutjeska, Masnu Luku i dr.[6]
- Izrada replike skulpture sokola koju je 1925. godine izradio kipar Ivo Kerdić.[6]
- Obnova obeliska, tj. staroga spomenika, kralju Tomislavu u Požegi.[6]
- U Slavonskome Brodu planira se ostavljanje spomen-ploče na Trgu Ivane Brlić-Mažuranić, na kojoj bi se nalazio tekst o izvođenju hrvatske himne i druge, te postavljanje poprsja Antuna Mihanovića. Također se planira povratak spomen-ploče postavljene povodom otvaranja Hrvatskoga doma 1925. godine.[6]

## Obilježavanje u Hrvatskoj

### Bjelovarsko-bilogorska županija

#### Bjelovar
Stotinu godina nakon izvornoga obilježavanja tisućite obljetnice Hrvatskoga Kraljevstva u Bjelovaru 12. listopada 1924. godine postavljenjem spomen-ploča dvojici istaknutih hrvatskih preporoditelja – Matiji Smodeku i Ferdi Rusanu – održana je komemorativna svečanost 6. studenoga 2024. godine prilikom koje su položeni vijenci ispred istih spomen-ploča te je upriličen znanstveni kolokvij u multimedijskoj dvorani Gradskoga muzeja Bjelovar u organizaciji Družbe »Braća Hrvatskoga Zmaja«.
Na Trgu kralja Tomislava u Bjelovaru svečano je otkrivena bista kralja Tomislava 30. travnja 2025. godine. To je ostvareno na inicijativu Povijesne postrojbe Hrvatske vojske Bjelovarski graničari – Husari 1756. Autor biste je akademski kipar Anto Jurkić, a riječ je o replici biste iz dvorca u Ozlju, koju je izradio kipar Robert Frangeš Mihanović.

#### Daruvar
U Daruvaru je 27. veljače 2025. godine povodom obljetnice održano predavanje »Glagoljica – vrijedna baština i kulturna tekovina hrvatske povijesti«.

### Brodsko-posavska županija

#### Klakar
Općina Klakar je povodom obljetnice zasadila jedanaest sadnica lipe.

### Dubrovačko-neretvanska županija

#### Dubrovnik
Dana 21. ožujka 2025. godine u dvorani Ivana Pavla II. u Dubrovniku održan je okrugli stol »Obilježavanje 1100. obljetnice Hrvatskog Kraljevstva (925. – 2025.) u Dubrovniku«. Okrigli stol organizirali su Grad Dubrovnik, Ogranak Matice hrvatske u Dubrovniku, dubrovački Zmajski stol Družbe »Braća Hrvatskoga Zmaja«, Hrvatsko kulturno društvo »Napredak«, Studij Povijest Jadrana i Mediterana Sveučilišta u Dubrovniku te Dubrovačka biskupija. Raspravljali su Mario Jareb (znanstveni savjetnik Hrvatskoga instituta za povijest i potpredsjednik Matice hrvatske), Trpimir Vedriš (profesor na Odsjeku za povijest Filozofskoga fakulteta u Zagrebu) i Tonko Marunčić (viši kustos u Muzejima Grada Dubrovnika), dok je moderator bio Marinko Marić (voditelj studija »Povijest Jadrana i Mediterana« na Sveučilištu u Dubrovniku). Tema rasprave bili su kralj Tomislav i njegova povijesna uloga, svehrvatska tisućita obljetnica Hrvatskoga Kraljevstva iz 1925. godine te planovi za proslavu 1100. obljetnice Hrvatskoga Kraljevstva.

### Grad Zagreb
Obilježavanje u Zagrebu započelo je 11. siječnja 2025. godine, kada je udruga »Hrvatsko kraljevsko vijeće« organiziralo proslavu Kraljeva. Uz HKRV-ovo predavanje o kralju Tomislavu, slavljena je i sveta misa koju je predslavio vladika Milan Stipić u grkokatoličkoj konkatedrali u Zagrebu, a događaju je nazočio i knez Hohenberg, praunuk austrougarskoga nadvojvode Franje Ferdinanda.
U Etnografskome muzeju u Zagrebu otvorena je 12. veljače multimedijska izložba Duvno polje – kraljevsko prijestolje: Suvremena interpretacija predaje o krunidbi kralja Tomislava o. Zvonka Matića, pod pokroviteljstvom Hrvatskoga narodnog sabora Bosne i Hercegovine i Ministarstva vanjskih i europskih poslova RH te u organizaciji Udruge za očuvanje i promicanje tradicijske kulture u Bosni i Hercegovini »Stećak« i Etnografskoga muzeja. Izložbu su otvorili ministar vanjskih poslova Gordan Grlić Radman i predsjednik Hrvatskoga narodnog sabora BiH Dragan Čović. Za izložbu su izrađeni kruna, mač, plašt i prijestolje te prikaz kralja Tomislava.
U Kazalištu Trešnja 21. veljače praizvedena je predstava Tomislav i Adriana redatelja Zorana Mužića na istoimeno djelo Hrvoja Hitreca.
U sklopu Festivala svjetla (od 19. do 23. ožujka) postavljena je svjetlosna instalacija na pročelju Umjetničkoga paviljona koja kroz razne simbolike prikazuje i slavi krunidbu i vladavinu kralja Tomislava.
Povodom obljetnice, Hrvatska pošta objavila je poštansku marku s likom reljefa kralja Tomislava 23. svibnja 2025. godine.
Dana 24. svibnja održana je „Svehrvatska zborska povorka” s 1400 pjevača iz 67 zborova, KUD-ova i klapa iz 36 hrvatskih gradova središtem Zagreba, od HNK-a preko Trga bana Jelačića i Zrinjevca do Trga kralja Tomislava, po uzoru na sličnu povorku održanu o tisućgodišnjici u listopadu 1925., a uz podršku Hrvatskoga sabora kulture, Hrvatske akademske zajednice i Turističke zajednice Grada Zagreba.
59. Međunarodna smotra folklora u Zagrebu, s temom „Tradicijska kultura i identiteti – uz 1100. obljetnicu Hrvatskoga Kraljevstva”, otvorena je 31. svibnja (na Dan Grada Zagreba), predstavom „Krunidba” u Kulturnom centru Travno te tematskom tribinom 12. lipnja u Strarčevićevom domu.
Dana 2. srpnja 2025. na Trgu kralja Tomislava praizveden je oratorij Anno Domini 925. Kralj Tomislav Mateja Meštrovića u izvedbi orkestra i zbora Opere HNK-a u Zagrebu te američkog zbora pod ravnanjem Jonathana Griffitha, ukupno 233 glazbenika, čime je zatvoren festival klasične glazbe „Zagreb Classic”.

### Ličko-senjska županija

#### Otočac
U Ulici kralja Zvonimira u Otočcu je 9. travnja 2025. godine svečano okrivena spomen-ploča u čast kralju Tomislavu. Program otvaranja započeo je izvođenjem hrvatske himne, a izvela se i pjesma »Još Hrvatska ni propala«. Naposljetku svečanosti župnik Goran Antunović vodio je molitvu i blagoslovio spomen-ploču. Prisustvovali su župan Ernest Petry, županova zamjenica Jasna Orešković Brkljačić, predsjednik Gradskoga vijeća Tino Ostović te predsjednik ogranka Matice hrvatske Anđelko Zdeslav Kaćunko.

#### Udbina
Općina Udbina i Ličko-senjska županija su 21. veljače 2025. godine povodom obljetnice sklopile sporazum o uređenju igrališta Osnovne škole Kralja Tomislava u Udbini.

### Međimurska županija

#### Čakovec
U Čakovcu je 7. prosinca 2024. godine predstavljen Hrvatski kajkavski kolendar za 2025. godinu u izdanju Ogranka Matice hrvatske u Čakovcu posvećen obilježavanju 1100. obljetnice Hrvatskoga Kraljevstva s kraljem Tomislavom na naslovnici.
U Čakovcu je 25. lipnja 2025. godine, u povodu 1100. obljetnice Hrvatskog kraljevstva, postavljena spomen-ploča na pročelju zgrade na početku Ulice kralja Tomislava, na adresi broj 1. Autor ploče je lokalni grafičar i aktivist Daniel Hampamer Kiga, koji je ovom intervencijom želio simbolično podsjetiti na važnu obljetnicu hrvatske državnosti. Ploča je izrađena i financirana privatno te postavljena kao privremena instalacija uz dozvolu vlasnika zgrade. Na ploči je ispisan naziv ulice, kućni broj 1, te brojka „MC.“ kao grafička fuzija arapskog broja 1 i rimskog broja MC (1100), uz natpis „Obljetnica Hrvatskog Kraljevstva“.
Ploča je postavljena uz žlijeb zgrade, a stilom i ikonografijom podsjeća na srednjovjekovne prikaze hrvatskih vladara.

### Primorsko-goranska županija

#### Delnice
U Delnicama je u suradnji s Pravnim fakultetom u Rijeci obilježena 1100. obljetnica Hrvatskoga Kraljevstva. Otkrivena je i spomen-ploča Kralju Tomislavu u Parku Kralja Tomislava.

### Splitsko-dalmatinska županija
Župan Blaženko Boban najavio je kako će se kroz cijelu 2025. godinu organizirati 15 događaja na području Splitsko-dalmatinske županije i da će obilježavanje službeno započeti 16. veljače u splitskomu Hrvatskome narodnom kazalištu izvedbom Hrvatske mise Borisa Papandopula.

#### Imotski
U Imotskomu je 21. veljače 2025. godine održana tribina Treći petak u Imotskom. Profesor Denis Đerek održao je predavanje o hrvatskoj državotvornosti.

#### Kaštel Sućurac
Dana 6. veljače u Kaštel Sućurcu organizirana je »Večer domoljubnih pjesama Hrvatskom pjesmom kroz stoljeća hrvatske povijesti«. Istoga je dana održana dodjela nagrade Hrvatsko domoljubno pero.

#### Sinj
Na Valentinovo je u Bazilici Gospe Sinjske u prigodi obljetnice održan koncert Akademskog zbora „Ivan Goran Kovačić”. Zbor je izveo Hrvatsku misu Borisa Papandopula uz soliste Josipu Lončar (sopran), Martinu Gojčetu-Silić (alt), Stjepana Franetovića (tenor) i Marina Čarga (bariton). Na blagdan Blagovijesti u klaustru samostana Gospe Sinjske održana je domoljubna večer „Dok nam živo srce bije” s nastupom Klape Sinj te predavanjima prof. Josipa Dukića (KBF) i prof. Helene Budimir.

#### Split
U Hrvatskome narodnom kazalištu u Splitu je koncertnom izvedbom »Hrvatske mise« hrvatskoga skladatelja Borisa Papandopula svečano otvorena proslava 1100. obljetnice Hrvatskoga Kraljevstva. Otvorenju je nazočio Tonči Glavina, ministar turizma i sporta, koji je »službeno proglasio 2025. godinom velikoga  jubileja slavnoga Hrvatskog Kraljevstva«. Akademski zbor »Ivan Goran Kovačić« bio je izvođač Papandopulovih nota.

#### Stari Grad
Dana 21. ožujka u Starome Gradu je povodom obljetnice održano predavanje o krunidbi kralja Tomislava.

### Zadarska županija

#### Biograd na Moru
Spomenik kralju Tomislavu u Biogradu na Moru otkriven je povodom obilježavanja 1100 godina Hrvatskog Kraljevstva 8. svibnja 2025. kao dio četverodnevne manifestacije. Svečanost je započela projekcijom dokumentarnog filma Kralj Tomislav na glavnom mulu te otkrivanjem spomenika koji će ubuduće krasiti trg kod gradske uprave.

#### Galovac
Dana 25. siječnja u Galovcu je u spomen na 1100. obljetnicu Hrvatskoga Kraljevstva i povodom 32. obljetnice Operacije Maslenica svečano otkriven i blagoslovljen bijeli Križ moje braće »posvećen svim braniteljima hrvatske domovine, u zahvalnosti za opstojnost hrvatskog naroda od 7. stoljeća«. Na križu su uklesani hrvatski pleter, hrvatski grb i epigraf te natpis »U čast svim braniteljima Domovine za opstojnost našu od stoljeća VII. na hrvatskom tlu«.

#### Zadar
Udruga studenata povijesti »ISHA Zadar« je u suradnji s Odjelom za povijest Sveučilišta u Zadru organizirala program obilježavanja obljetnice. Program uključuje četiri stručna predavanja profesorā s četiri različita odjela Sveučilišta u Zadru. Predavanja, koja su se održala u zgradi Doma hrvatske mladeži u Zadru, za temu imaju kralja Petra Krešimira IV., Episcopus Chroatensis, kralja Dmitra Zvonimira i njegovu kletvu, krstionicu kneza Višeslava te glagoljicu. Studenti su također imali svoja predavanja. Program je završio prigodnim kvizom.

## Obilježavanje u inozemstvu

### Bosna i Hercegovina

#### Mostar
Filozofski fakultet Sveučilišta u Mostaru pokrenuo je inicijativu za obnovu spomen-ploče posvećene Kralju Tomislavu u Mostaru. Inicijativu je pozdravio i mostarski gradonačelnik Mario Kordić.
Na trgu ispred mostarske katedrale Marije Majke Crkve 17. lipnja izvedeno je glazbeno-scensko djelo „Rex Croatorum“, u povodu 1100. godišnjice krunjenja prvoga hrvatskog kralja Tomislava i uspostave Hrvatskoga Kraljevstva.
Na Filozofskome fakultetu Sveučilišta u Mostaru održano je 15. svibnja, posebno izdanje 11. međunarodne znanstvene konferencije „Identiteti – Kulture – Jezici” posvećene 1100. obljetnici uspostave Hrvatskoga Kraljevstva.

#### Tomislavgrad
Dana 31. siječnja u kinodvorani Kulturno-informativnoga centra u Tomislavgradu je svečano započelo obilježavanje 1100. obljetnice Hrvatskoga Kraljevstva. Toga je dana održan niz manifestacija i izložbi na kojima su predstavljeni hrvatski kraljevski simboli, poput krune, žezla i prijestolja kralja Tomislava. Za tu su prigodu osmišljene i digitalna rekonstrukcija krunidbe kralja Tomislava na Duvanjskome polju 925. godine te virtualna simulacija inspirirana arhitekturom starokršćanskih crkvi. Također je izvedena Duvanjska himna, nastala povodom tisućite obljetnice Hrvatskoga Kraljevstva. Prikazan je dokumentarni film Dolazak Braće Hrvatskog Zmaja na Duvanjsko polje. Također su predstavljeni službeni logotip i službena mrežna stranica obljetnice. Naposljetku svečanosti prikazano je idejno rješenje za budući Trg kralja Tomislava na kojemu je između ostaloga predviđen spomenik s kipom kralja Tomislava.
U bazilici sv. Nikole Tavelića, čiji je kamen–temeljac podignut za proslave tisućgodišnjice 1925., više od 90 pjevača i glazbenika u suradnji HNK Mostar, Centra za kulturu Tomislavgrad, HNK Zagreb i Matice hrvatske praizvelo je 28. lipnja oratorij „Krunidba kralja Tomislava”, redatelja Roberta Paponje, pod dirigiranjem Igora Tatarevića. Glazbenu pratnju izvodili su svirači Simfonijskog orkestra Mostar s glazbenicima iz Hrvatske i BiH, a pjevali su solisti Opere zagrebačkog HNK-a i Zbora mostarskog HNK-a. Autori su libretist Miro Gavran, skladatelj Darko Domitrović, redatelj Robert Raponja, kostimografkinja Jasmina Pacek, koreografkinja Sanela Janković i dirigent Igor Tatarević, koji je ujedno autor orkestracije.

### Crna Gora

#### Bar
U hotelu Princess u Baru je 6. travnja 2025. godine održana svečanost, čiji je organizator Hrvatsko nacionalno vijeće Crne Gore. Svečanost je započela molitvom »Ispovijesti vjere Hrvata katolika« koju je predvodio don Dejan Turza. Povjesničar Gordan Ravančić održao je predavanje o dolasku Hrvata, razvoju hrvatske državnosti, uspostavi prvih kneževina, hrvatskim knezovima, kralju Tomislavu i splitskim crkvenim saborima. U glazbenomu dijelu događaja nastupila je Klapa Jadran.

#### Kotor
Dana 5. travnja 2025. godine u Kotoru je u crkvi Svetoga Duha povodom obljetnice održano predavanje čiji je organizator Hrvatsko nacionalno vijeće. Predavanje o povijesnim izvorima i historiografiji o kralju Tomislavu održao je Gordan Ravančić iz Hrvatskoga instituta za povijest. Prisutni su bili kotorski biskup monsinjor Mladen Vukšić, hrvatski veleposlanik Veselko Grubišić, hrvatska generalna konzulica Jasminka Lončarević, zastupnik crnogorske skupštine Adrijan Vuksanović, predsjednik Bokeljske mornarice Denis Vukašinović, predsjednica bokeljskoga ogranka Matice hrvatske Marija Mihaliček, članovi Hrvatskoga nacionalnog vijeća i drugi.

### Poljska

#### Poznanj
Dana 27. ožujka 2025. godine je na Sveučilištu Adama Mickiewicza u Poznanju svečano obilježena 1100. obljetnica Hrvatskoga Kraljevstva. Održan je susret studenata, profesora i lektora hrvatskoga jezika, književnosti i kulture. Na susretu su prisustvovali Tomislav Vidošević (hrvatski veleposlanik u Poljskoj), Jerzy Domicz (počasni konzul) i Ana Kodrić Gagro (drugi tajnik Veleposlanstva Republike Hrvatske u Republici Poljskoj). Predstavljena je kompletna hrvatska povijest s posebnim fokusom na hrvatsku dinastiju Trpimiroviće. Otvorena je izložba Ljepote Hrvatske uz interaktivne panele o Hrvatskome Kraljevstvu.

### Srbija

#### Subotica
U sklopu Danā biskupa Ivana Antunovića Katoličkoga društva »Ivan Antunović« u Subotici, 16. siječnja 2025. godine profesor Ivan Zubac održao je predavanje o 1100. obljetnici Splitskih crkvenih sabora i početcima Hrvatskoga Kraljevstva.
U Župi sveti Juraj u Subotici prigodom obilježavanja 1100. godina Hrvatskog kraljevstva postavljen je vitraj koji prikazuje biskupa Grgura Ninskog kako kruni kralja Tomislava, za prvog Hrvatskog kralja, na Duvanjskom polju 925. godine.

## Katolička Crkva
Hrvatska biskupska konferencija i Biskupska konferencija Bosne i Hercegovine objavile su na prvu nedjelju došašća, 1. prosinca 2024., zajedničko pastirsko pismo Na kršćanskim temeljima, u zajedništvu Crkve, hodočasnici nade »u prigodi Jubilejske godine 2025., 1100. obljetnice Splitskih crkvenih sabora i početaka Hrvatskoga kraljevstva«. Uz tri navedene obljetnice, biskupi upućuju i na 1700. godišnjicu Nicejskoga sabora, šezdesetu obljetnicu Drugoga vatikanskog sabora, pedesetgodišnjicu proslave Trinaest stoljeća kršćanstva u Hrvata i stogodišnjicu ustanovljenja svetkovine Krista Kralja.
Družba »Braća Hrvatskoga Zmaja« i Hrvatska udruga »Benedikt« organizirali su »misu za domovinu« u splitskoj prvostolnici. Misa je održana 23. ožujka 2025. godine, a vodio ju je vlč. Mladen Parlov.
U utorak, 1. travnja 2025. godine, u crkvi sv. Blaža u Zagrebu slavljena je misa s nakanom za kanonizaciju blaženoga Karla IV., posljednjega hrvatskog kralja, kojega je beatificirao papa Ivan Pavao II. 2005. godine u Rimu. Misu je na molbu hrvatskoga ogranka organizacije Gebetsliga (»Kralja Karla IV. molitvena liga za mir među narodima«) slavio Oleh Hirnyk. Naposljetku slavlja svirala se »Kraljevka«.
Kipovi sv. Mihaela za 1100 godina Hrvatskog Kraljevstva inicijativa je pokrenuta 2024. godine u povodu obilježavanja Jubilejske godine 2025. i 1100. obljetnice Hrvatskog Kraljevstva, u sklopu čega se postavlja jedanaest monumentalnih kipova svetog Mihaela arkanđela na strateškim lokacijama u Hrvatskoj i Bosni i Hercegovini.

## Posvete
- 805. broj časopisa Hrvatska revija.[4]
- Dokumentarni film Dolazak Braće Hrvatskog Zmaja na Duvanjsko polje.[52]
- Prigodni zlatnici i srebrnjaci Hrvatske kovnice novca s motivom kralja Tomislava.[68]
- 80. broj časopisa Vijenac.[69]
- Pastirsko pismo biskupā HBK-a i BKBiH.[63]
- Program 34. Svečanosti Pasionske baštine od 14. ožujka do 16. travnja u Zagrebu, Đakovu, Kraljevici, Delnicama, Trsatu, Pakracu i nizu inih mjesta.[70]
- Vjeronaučna olimpijada učenikā osnovnih i srednjih škola za školsku godinu 2024./2025.[5]
- Zajednička prigodna poštanska markica Hrvatske pošte (RH)[71] i Hrvatske pošte Mostar (FBiH)[72] s likom kralja Tomislava, 23. svibnja 2025.

## Vanjske poveznice
- 1100-hrvatsko-kraljevstvo.com
- Mrežna stranica Odbora za proslavu tisućustogodišnjice Hrvatskoga Kraljevstva
- Matić, Viktor. 25. veljače 2025. Tisuću sto ljeta Hrvatskoga Kraljevstva: Povijest kao jedan od temelja nacionalnoga identiteta. Ogledi i rasprave. Treći program Hrvatskoga radija.